# Nicolò Doria
Nicolò Doria (Genova, 1525 – Genova, 13 ottobre 1592) fu il 72º doge della Repubblica di Genova.

## Biografia

### Vita politica prima del dogato

Stemma nobiliare dei Doria

Figlio di Giacomo Doria e di Bettina De Marini, nacque a Genova presumibilmente intorno al 1525. Discendente diretto del ramo nobiliare di Lamba Doria, la sua famiglia acquisì importanza nel capoluogo ligure sia per l'evidente parentela con Andrea Doria e l'erede Gianandrea Doria, ma anche per gli stessi interessi economici e politici verso la Spagna.
Ad avviare Nicolò Doria nel campo politico e "di Stato" fu certamente lo zio Giovanni Battista Doria, quest'ultimo alleato fedele dell'ammiraglio onegliese Doria e primo esponente della famiglia a ricoprire la carica dogale nel biennio 1537-1539. Iscritto al Maggior Consiglio nel 1555, fu nel 1558 che assunse la sua prima carica istituzionale "di peso" come sindacatore minore, nella sostanza un funzionario addetto al controllo degli operati governativi delle riviere liguri.
Nel 1566 - assieme a Battista Cattaneo, Ansaldo Giustiniani e l'ex doge Simone Spinola - fu rappresentante della repubblica genovese a Roma per la nomina pontificia di Pio V; come diplomatico fu invece inviato a Torino nel marzo 1569 per rivendicare i diritti genovesi su Villafranca e per il rilascio di due navi confiscate.
Entrò nel Senato della Repubblica nel 1568 come uno dei Dodici governatori e nel 1570 alla Camera come uno degli Otto procuratori incaricato dell'amministrazione finanziaria. Con questa carica incontrò a Ventimiglia - assieme all'ex doge Giacomo Promontorio - l'imperatore Filippo II di Spagna e il fratellastro don Giovanni d'Austria per la trattazione della presenza genovese contro i turchi. Anche una galea di Nicolò Doria partecipò il 7 ottobre del 1571 alla celebre battaglia di Lepanto assieme ad altri assentisti genovesi.
Tra il 1575 e il 1576 durante la guerra civile che sconvolse Genova - divisa tra le due fazioni della nobiltà "nuova" e "vecchia" - fu nominato come uno dei nove componenti della deputazione "vecchia" (gli altri componenti furono Stefano Cicala, Benedetto Spinola, Giacomo Di Negro, Paolo Vivaldi, Pier Battista Cattaneo, Bartolomeo Lomellini, Giovan Battista Spinola e Luca Grimaldi) che da Finale Ligure diresse le ostilità contro l'opposta fazione "nuova" in carica a Genova. In occasione di una straordinaria tassazione dei patrimoni, necessaria per sopperire alle spese causate dalla guerra civile, i documenti attestano e valutano in 162.500 scudi il patrimonio posseduto da Nicolò Doria, il secondo dopo Giannandrea Doria (circa 200.000 scudi).
Certamente il suo operato durante la guerra civile genovese - e il cospicuo patrimonio monetario - lo portarono facilmente all'elezione dogale con ben 269 voti, un'alta votazione mai raggiunta in passato. Il 20 ottobre del 1579 venne quindi eletto doge della Repubblica, la ventisettesima carica dalla riforma biennale e la settantaduesima nella storia repubblicana.

### Il dogato

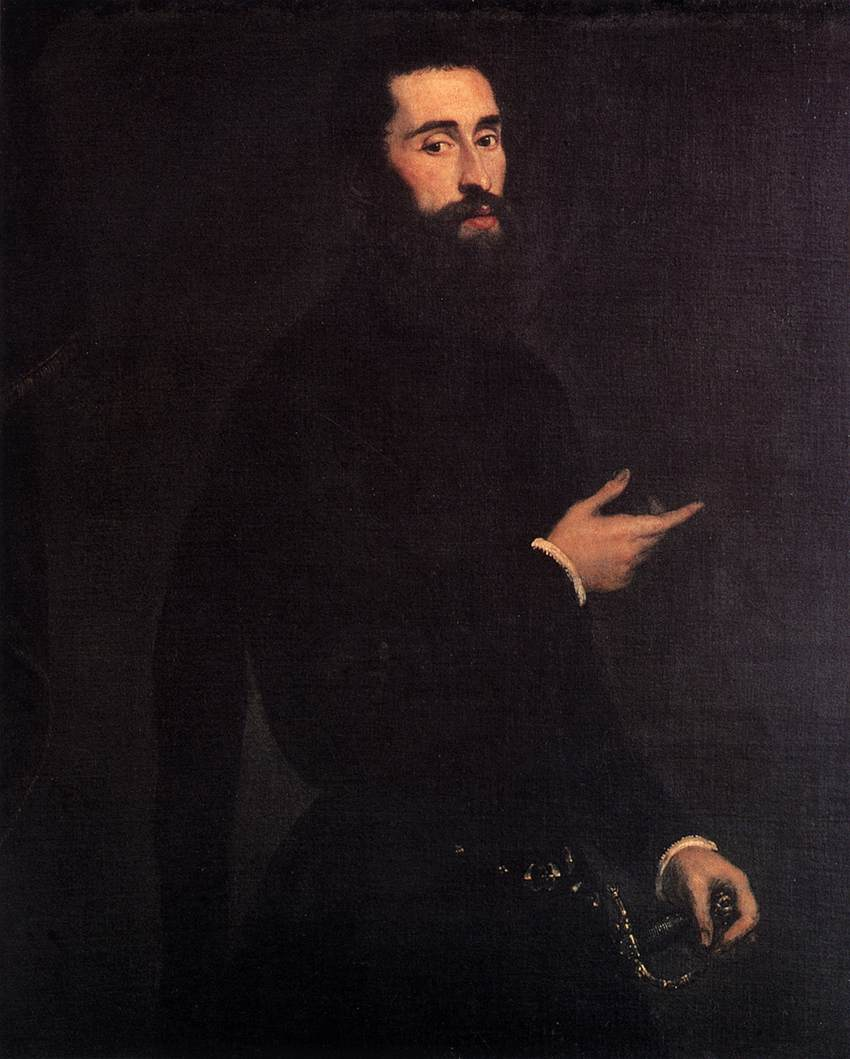
Probabile ritratto di Nicolò Doria eseguito dal Tintoretto e conservato alla Galleria degli Uffizi a Firenze

Il nuovo doge Nicolò Doria era quindi chiamato a risollevare una Genova - e relativa repubblica - devastata da una guerra civile fra le fazioni nobiliari, ma che ebbe ripercussioni anche sulla popolazione genovese e nella scena internazionale, e da una recente epidemia di peste tra il 1579 e il 1580 che causò la morte di oltre 28.000 persone solamente nel capoluogo ligure; da alcuni scritti pare che lo stesso Doria avesse organizzato le opportune misure sanitarie.
Durante il suo mandato venne nominato il nuovo annalista della Repubblica, Antonio Roccatagliata, che successe al defunto monsignor Oberto Foglietta; gli annali del Roccatagliata ebbero una datazione dal 1581 al 1607. Lo stesso annalista, tralasciando o quasi gli aspetti positivi che coinvolsero il dogato e la personalità di Nicolò Doria, si concentrò maggiormente sulla presunta opera di censura che il doge avviò verso il suo predecessore Giovanni Battista Gentile Pignolo, ora procuratore perpetuo. Secondo il Roccatagliata Nicolò Doria agì quasi certamente per vendetta personale contro quella parte della nobiltà "nuova" che aveva eletto il Gentile alla guida della repubblica, dando credito ai sospetti che, contrariamente ai patti di pace siglati a Casale Monferrato il 10 marzo 1576, una "soffocata" guerra civile tra le due nobiltà fosse ancora ben accesa e attiva, senza contare i contrasti interni nelle distinte fazioni.
Nonostante i sospetti interni e i dubbi, il mandato biennale di Nicolò Doria proseguì senza ostacoli apparenti riuscendo, tra l'altro, a riportare in qualche modo la capitale genovese alle attenzioni della nobiltà e politica internazionale. Tra le visite illustri è ricordato il passaggio a Genova di Maria di Spagna, vedova di Massimiliano II d'Asburgo, per imbarcarsi nel 1581 su una nave diretta in Spagna.
Terminato il dogato - il 20 ottobre del 1581 - Nicolò Doria subì da ex doge il giudizio del Collegio dei supremi sindacatori sul suo operato e relativa nomina a procuratore perpetuo, carica che venne confermata solamente due anni dopo (1583).

### Dopo il dogato e gli ultimi anni
Nel 1583 venne quindi nominato procuratore perpetuo e rappresentante del Magistrato di Corsica; nel 1584 fece parte anche del Magistrato di San Giorgio. Successivamente divenne direttore delle Munizioni e delle Artiglierie e protettore del Santo Ufficio.
Nel 1588 fu nel Magistrato dei Confini e in questo mandato, che ricoprì fino al 1591, è ricordato dagli storici un acceso scontro tra Nicolò Doria e l'ambasciatore di Spagna per il rilascio di un prigioniero "di alto bordo e non ben definito" su ordine del governatore di Milano.
Morì a Genova il 13 ottobre del 1592 e la sua salma fu tumulata nella cappella del Santissimo Sacramento della chiesa di San Matteo, luogo di culto della famiglia Doria.

### Vita privata
Sposato con Aurelia Grimaldi - quest'ultima figlia del banchiere di Filippo II Nicolò Grimaldi - ebbe nove figli: Giovanni Battista (sposato con Vittoria Spinola), Giovanni Stefano (sposato con Ottavia Spinola, sorella di Vittoria e figlia di Giovanni Spinola), Livia (maritata con Enrico Salvago), Maria (sposata con Gaspare Spinola di Goffredo); gli altri figli maschi Marc'Antonio, Giacomo, Camillo, Giovan Girolamo e Giovan Pietro restarono invece celibi.
Il cospicuo patrimonio di Nicolò Doria passò al futuro doge Giovan Stefano Doria (biennio 1633-1635) - considerato ai tempi l'uomo più ricco d'Italia - figlio di Agostino Doria, quest'ultimo fratello di Nicolò e doge nel biennio 1601-1603.